# Liste des édifices labellisés « Architecture contemporaine remarquable » de la Corrèze
Cet article recense les édifices labellisés « Architecture contemporaine remarquable » de la Corrèze, en France.
Le label « Architecture contemporaine remarquable » remplace depuis 2016 l'ancien label « Patrimoine du XXe siècle ». Il ne prend en compte que des édifices de moins de 100 ans à la date de labellisation, et qui ne sont pas protégés comme monuments historiques.
Au début 2024, la Corrèze compte 14 édifices ainsi labellisés.

## Liste
| Monument                                                          | Commune            | Adresse | Coordonnées                      | Notice     | Date | Illustration                                                     |
| ----------------------------------------------------------------- | ------------------ | --- | -------------------------------- | ---------- | ---- | ---------------------------------------------------------------- |
| Cité des Roses                                                    | Brive-la-Gaillarde | Avenue Paul-Doumer Rue du Vialmur | 45° 09′ 57″ nord, 1° 31′ 05″ est | ACR0000948 | 2002 | Image manquante Téléverser                                       |
| Église Sainte-Thérèse des Chapélies                               | Brive-la-Gaillarde | Cité des Chapélies | 45° 09′ 29″ nord, 1° 32′ 57″ est | ACR0000949 | 2002 | Image manquante Téléverser                                       |
| Installation sportive Gaëtan-Devaud, piscine et stade             | Brive-la-Gaillarde | Rue Léonce-Bourliaguet | 45° 08′ 50″ nord, 1° 30′ 00″ est | ACR0000950 | 2010 | Image manquante Téléverser                                       |
| Quartier Champanatier                                             | Brive-la-Gaillarde | Place de la Liberté | 45° 09′ 19″ nord, 1° 31′ 40″ est | ACR0000951 | 2009 | Image manquante Téléverser                                       |
| Quartier de l'Hôpital                                             | Brive-la-Gaillarde | Route de Paris | 45° 09′ 46″ nord, 1° 31′ 57″ est | ACR0000952 | 2002 | Image manquante Téléverser                                       |
| Quartier des Jacobins (La Roseraie)                               | Brive-la-Gaillarde | 4 rue Séverine 11 rue Benjamin-Delessert 4 rue Léon-Claudel Rond-point des Médaillés | 45° 09′ 42″ nord, 1° 32′ 17″ est | ACR0000953 | 2009 | Image manquante Téléverser                                       |
| Quartier et esplanade Thiers (Quartier de la Poste)               | Brive-la-Gaillarde | Square de la Légion-d'Honneur Square Fred-Scamaroni Square Germain-Auboiroux Square Charles-Boudy Place De-Lattre-de-Tassigny Place Winston-Churchill Avenue Général-Leclerc Avenue Poincaré | 45° 09′ 58″ nord, 1° 31′ 13″ est | ACR0000954 | 2002 | Image manquante Téléverser                                       |
| Villa Cahuet                                                      | Brive-la-Gaillarde | 4 rue Albéric-Cahuet Quartier des Aubarèdes | 45° 10′ 04″ nord, 1° 31′ 18″ est | ACR0000955 | 2002 | Image manquante Téléverser                                       |
| Villa Palissy                                                     | Brive-la-Gaillarde | 1 rue Bernard-Palissy 1 rue Général-Dalton | 45° 09′ 33″ nord, 1° 32′ 17″ est | ACR0001553 | 2002 | Image manquante Téléverser                                       |
| Lycée Pierre-Caraminot (ancienne école nationale professionnelle) | Égletons           | 19 avenue des Papes-Limousins | 45° 24′ 21″ nord, 2° 03′ 26″ est | ACR0000957 | 2010 | Lycée Pierre-Caraminot(ancienne école nationale professionnelle) |
| Place Henri-Chapoulie                                             | Égletons           | Place Henri-Chapoulie | 45° 24′ 22″ nord, 2° 02′ 48″ est | ACR0000958 | 2010 | Image manquante Téléverser                                       |
| Stade municipal                                                   | Égletons           | | 45° 25′ 04″ nord, 2° 03′ 38″ est | ACR0000959 | 2010 | Image manquante Téléverser                                       |
| Barrage de l'Aigle                                                | Soursac            | | 45° 16′ 33″ nord, 2° 12′ 02″ est | ACR0000960 | 2005 | Barrage de l'Aigle                                               |
| Tour administrative                                               | Tulle              | Place Martial-Brigouleix | 45° 15′ 52″ nord, 1° 46′ 08″ est | ACR0000962 | 2010 | Tour administrative                                              |